# ひろくん (小惑星)
ひろくん (9986 Hirokun) は、小惑星帯の小惑星である。
1996年7月に和歌山県那智勝浦町で、同町のアマチュア天文家である清水義定と浦田武が発見した。

## 命名
2004年に他界した浦田の子女の、婚約者のニックネームから命名した。(2090) 瑞穂は、浦田の子女の名から命名した。